# Herpyllobius haddoni
Herpyllobius haddoni är en kräftdjursart som beskrevs av Lützen 1964. Herpyllobius haddoni ingår i släktet Herpyllobius och familjen Herpyllobiidae. Inga underarter finns listade i Catalogue of Life.